# 洛车乡
洛车乡，是中华人民共和国四川省达州市达川区曾经下辖的一个乡。2019年12月，撤销洛车乡，将其所属行政区域划归石桥镇管辖。

## 行政区划
洛车乡撤销前下辖以下地区：
裂坪村、张家坪村、关山村、寒坡岭村、歇马庙村、高顶子村、莲花寺村、虎盘山村和温家坪村。